# Supercoppa del Belgio 2002
La Supercoppa del Belgio 2002 (in francese Supercoupe de Belgique, in fiammingo Belgische Supercup) è stata la 23ª edizione della Supercoppa del Belgio di calcio.
La partita fu disputata dal Genk, vincitore del campionato, e dal Club Bruges, vincitore della coppa.
L'incontro si giocò il 3 agosto 2002 al Fenix Stadion di Genk e vide la vittoria del Club Bruges, al suo decimo titolo.

## Tabellino
| Arbitro: | Johan Verbist |

|  |           |                        |
|  | Marcatori | 76’ Sillah 80’ De Cock |